# Fuck, marry, kill
Fuck, marry, kill (en español latinoamericano, «Coger, casar o matar»; en español ibérico, «Joder, casarse, matar»), también conocido como Kiss, marry, kill («Besar, casarse, matar»); Bang, marry, kill («Darle, casarse, matar»); o con otros sinónimos o arreglos de los términos, es un juego social de preguntas y respuestas de elección forzada en el idioma inglés. Como lo describe una fuente, «hemos oído hablar del juego ‘Fuck, marry, kill’ en el que la gente fantasea con cuál de las tres opciones ejercería sobre alguien». En el juego, una persona posa tres nombres de personas conocidas por la otra, generalmente nombres de personas conocidas en su vida personal o nombres de celebridades. La otra persona entonces tiene que decidir con cuál de los tres tendría relaciones sexuales (o le daría un beso), con cuál se casaría y a cuál mataría.

## Descripción e historia
Un artículo de Wonkette de 2009 lo describió como «el popular juego de patio de la escuela para niños de ‘Fuck, marry, kill’», y sugirió que las «reglas» del juego incluían el entendimiento de que el jugador no puede tener relaciones sexuales con la persona con la que se casa, y que con la persona con la que eligen tener relaciones sexuales, solo pueden tener relaciones sexuales una vez. Slate, por otro lado, publicó un extenso debate entre su personal en 2020 sobre las reglas del juego, incluida la cuestión de si el matrimonio debe ser célibe o si podría incluir sexo, pero de menor calidad que con la opción que tiene el sexo como única opción. El personal de Slate también debatió si la opción sexual implicaba un solo encuentro y nunca volver a ver a la persona después del encuentro. En el programa de telerrealidad británico de BBC Three, Snog Marry Avoid?, se ha observado que presenta una variación sobre el tema, con un artículo en Feminist Review que señala el elemento «explícitamente sexualizado» de que los hombres hagan este juicio a partir de imágenes de mujeres «cotidianas» que son completamente desconocidas para ellos.
El juego ha existido durante décadas y se ha abierto camino en la cultura popular. Por ejemplo, en un episodio de 2007 de la comedia de situación 30 Rock titulado «Up All Night» (en el que el juego se llama «marry, boff, kill»), los personajes del programa que juegan el juego con referencia a los demás descubren sentimientos que dan forma a sus relaciones. Un artículo de 2008 en The Onion subtituló una fotografía en una pieza de parodia con «La senadora Clinton escanea el piso del Senado, pasando el tiempo con un juego rápido de ‘Fuck, marry, kill’». Un sencillo de 2012 de Nikki Williams se llamó «Kill, Fuck, Marry». El Chicago Tribune celebró el lanzamiento en Netflix en 2014 de la serie de televisión Friends con una «Bang, marry, kill: 'Friends' edition», que ofrece fundamentos para aplicar diferentes combinaciones de opciones a los respectivos tríos de personajes principales masculinos y femeninos. La película de 2017 Spider-Man: Homecoming tiene una escena en la que dos chicas que asisten a la escuela secundaria de Peter Parker juegan el juego en referencia a Thor, Iron Man y Hulk. El reinicio de Animaniacs en Hulu tiene una escena en la que Vladímir Putin y Kim Jong-un están jugando el juego con actores llamados Chris.

## Crítica
El juego ha sido objeto de críticas, descritas de diversas formas como «de mal gusto» y «juvenil». En abril de 2018, el cantante J Balvin recibió críticas por sus respuestas cuando lo indujeron a jugar el juego durante una entrevista, cuando sugirió en respuesta a la pregunta que la cantante Rihanna no sería una buena persona para casarse. Una demanda de ambiente laboral hostil de 2020 contra el fondo de cobertura de $ 9 mil millones Advent Capital alegó, entre otras cosas, que los empleados masculinos de la compañía «jugaron el juego juvenil ‘Fuck, marry, kill’».